# 유윤경
유윤경은 대한민국의 각본가이다.

## 방송
| 연도 | 방송사 | 제목             | 담당 | 비고 |
| ---- | ------ | ---------------- | ---- | ---- |
| 2007 | KBS1   | 산 너머 남촌에는 | 극본 |      |
| 2009 | KBS1   | 다 함께 차차차   | 극본 |      |
| 2011 | KBS1   | 우리집 여자들    | 극본 |      |
| 2014 | MBC    | 마마             | 극본 |      |
| 2018 | MBC    | 데릴남편 오작두  | 극본 |      |

## 수상
- 2014년 MBC 연기대상 올해의 작가상 (마마)